# Wierden
Wierden é uma vila e um município dos Países Baixos, situado na província de Overissel. Tem 95,39 km² de área e sua população em 2020 foi estimada em 24.474 habitantes.